# Eric Fraj
Eric Fraj (Bailleul, Westhoek, 1956) és un cantant occità, de mare flamenca i pare occità originari d'Alcoi. El seu pare era militar, raó per la qual va passar la seva infantesa al Senegal, Níger i Bordeus. Començà a cantar en occità el 1971, quan només tenia 15 anys, com a compromís amb una llengua menystingda. Ha estat professor d'una escola infantil del Hosseret, i professor de filosofia al liceu Pèire d'Aragon de Muret. Ha adaptat musicalment poemes de Joan Bodon i José María Caballero Bonald.
Ha cantat molts cops als Països Catalans: a la Universitat Catalana d'Estiu de Prada de Conflent, al Palau dels Reis de Mallorca a Perpinyà, a Alcoi, a Girona i al Palau de la Música Catalana de Barcelona. Coneix molt bé el català, i incorpora un tema en català (l'adaptació del poema de Bertolt Brecht "El meu germà") al seu àlbum de 1981 Cantaré. El 15 de gener de 2005 va cantar a duet amb en Lluís Llach la cançó A força de nits a Tolosa de Llenguadoc.

## Discografia
- Vièlh òme, 1974
- Subrevida, 1978
- L'enfadat, 1980
- Cantaré!, 1981
- Via nova , 1986
- Transits, 1999
- In extremis, 1990
- Arranca-me, 2002
- Fat e Fòls, 2010
- Pep El Mal, 2014
- Gao, 2020

## Obra escrita
- Liens (bilingue occitan-français), 2005
- Quel occitan pour demain? (bilingue occitan-français), éditions Reclams, 2013